# Howie Wright
Howard L. Wright, detto Howie (Louisville, 22 febbraio 1947), è un ex cestista statunitense, professionista nella ABA.

## Carriera
Venne selezionato dai New York Knicks al secondo giro del Draft NBA 1970 (34ª scelta assoluta).